# Mohamed El Habib Fassi-Fihri
Pour les articles homonymes, voir El Fassi.
Mohamed El Habib Fassi-Fihri est né le 12 janvier 1932 à Essaouira, il est décédé le 17 novembre 2008  à Rabat. Il fut un diplomate et juge permanent au Tribunal pénal international pour l'ex-Yougoslavie (TPIY),,,.

## Famille
Il est le père de Taïeb Fassi-Fihri, Conseiller de Sa Majesté le Roi Mohammed VI et ancien Ministre des Affaires Étrangères et de Ali Fassi-Fihri, ancien Directeur Général de l’Office National de l’Electricité et l’Eau Potable et Ancien Président de la Fédération Royale Marocaine de Football.

## Parcours
Il a entamé sa carrière au département de la Justice où il a occupé le poste de secrétaire général avant de devenir président de Chambre à la Cour suprême.
Il a également été ambassadeur du Maroc en Grèce et en Autriche, avant d'être désigné juge permanent au TPIY en mars 2001.
En date du 14 mars 2000, il prête serment en tant que Juge du Tribunal Pénal International pour l’ex-Yougoslavie.
Il a entamé sa carrière en 1957 en tant que juge au tribunal régional de Casablanca, puis vice-président du même tribunal en 1960, avant d'être nommé procureur du Roi en novembre 1962.
Avocat général à la Cour suprême en 1971, il devient président de Chambre à la même Cour en 1986.
Dans l'intervalle, il a été nommé à deux reprises secrétaire général du ministère de la Justice (1964-1971 et 1976-1982).
Le défunt a été ambassadeur extraordinaire et plénipotentiaire du Maroc en Grèce (1982-1986). En 1990, il est ambassadeur extraordinaire et plénipotentiaire du Maroc en Autriche et représentant permanent du Royaume auprès de l'Office des Nations unies à Vienne, de l'Organisation des Nations unies pour le développement industriel (ONUDI) et de l'Agence internationale de l'énergie atomique (AIEA) dont il fut gouverneur.
Il était également chargé de suivre les travaux de l'Organisation pour la sécurité et la coopération en Europe (OSCE).
En 1995, il préside le groupe des éminentes personnalités chargées par le 7e sommet des Chefs d'État de l'évaluation, de la restructuration et de la détermination de nouveaux objectifs de l'Organisation de la Conférence Islamique (OCI).
En mars 2001, feu El Habib Fassi Fihri est nommé par le secrétaire général de l'ONU, Kofi Annan, Juge permanent au Tribunal pénal International pour l'ex-Yougoslavie (TPIY).
Membre fondateur de l'Amicale Hassania des magistrats du Maroc, il était chargé de la direction de la revue de cette association de 1961 à 1985.
Il est élevé au grade exceptionnel de l'ordre du Mérite civil du royaume du Maroc. Il est également promu officier, puis commandeur de l'ordre du Trône du Maroc.

## Décorations
Il est décoré du grand cordon de l'ordre du Phénix (Grèce) et du grand cordon de l'ordre du Mérite de la République d'Autriche.

## Ouvrage
- Itinéraire de la justice marocaine